# 谢寿天
谢寿天（1914年—1972年），中国著名金融家、银行家。中华人民共和国社会主义保险事业的开拓者，有“红色保险掌门人”之称。

## 生平
浙江余姚泗门镇后塘河村人。出生余姚泗门谢氏，号叔申，谱名本守，是教育家谢家山的第三子。
早年在上海从事金融业、银行业，曾担任中国天一保险公司会计科长。
抗日战争时期，是职业救国会的成员。曾在上海保险界发起成立了“上海市保险界战时服务团”，有成员300余名，均来自金融界。1937年，上海“孤岛时期”，与林震峰、董国清等人共同发起重建“保联”。曾积极推动《保联月刊》、《保险月刊》等金融保险业专业刊物的出版，并举办各种金融保险领域的学术讲座。
1941年，创办大安保险公司，并以公司为掩护，从事中国共产党在上海的地下工作。1942年春，共同发起成立“大安保险公司”，并出任公司常务董事兼总稽核。
1949年，加入中国共产党。1949年初，经中央指派，参加接管上海的准备工作。曾担任上海市军事管制委员会和财政经济接管委员会金融处副处长。与林震峰等人共同接管了上海保险业。
解放后，曾历任中国人民银行华东区行副行长，中国保险公司华东分公司经理，是中国人寿保险上海市分公司的首任任总经理。并被派驻英国，担任中华人民共和国第一任驻英国商务参赞。曾担任中国银行副总经理。